# Bârsana (okręg Alba)
Bârsana – wieś w Rumunii, w okręgu Alba, w gminie Șugag. W 2011 roku liczyła 144 mieszkańców.